# 미이라 (1969년 영화)
미이라(The Mummy, The Night of Counting the Years, Al-mummia)는 이집트에서 제작된 차디 압델 살람 감독의 1969년 드라마 영화이다.
이집트를 대표하여 제43회 아카데미상의 아카데미 국제영화상 부문에 출품되었으나 후보로 선정되지는 못했다. 톱100 이집트 영화 목록에서 3위를 차지한다.

## 출연
- 나디아 루트피 - 지나 역

## 제작진
- 미술: Salah Marei

## 같이 보기
- 도굴